# 프랑스 U-16 축구 국가대표팀
프랑스 U-16 축구 국가대표팀(프랑스어: Équipe de France des moins de 16 ans de football)은 프랑스를 대표하는 16세 이하의 축구 국가대표팀으로, 프랑스의 축구 관리 기관인 프랑스 축구 연맹의 관리를 받는다. UEFA U-16 축구 선수권 대회에서 1996년과 2001년에 준우승을 차지했다.